# Alexander Sigurbjörnsson Benet
Alexander Ingvar Sigurbjörnsson Benet (ur. 13 grudnia 1988 w Reykjavíku) – hiszpański wioślarz.

## Osiągnięcia
- Mistrzostwa Świata Juniorów – Brandenburg 2005 – czwórka podwójna – 16. miejsce[2].
- Mistrzostwa Świata Juniorów – Amsterdam 2006 – czwórka bez sternika – 6. miejsce[2].
- Mistrzostwa Świata U-23 – Glasgow 2007 – ósemka – 8. miejsce[2].
- Mistrzostwa Świata – Poznań 2009 – czwórka bez sternika – 8. miejsce[2].
- Mistrzostwa Europy – Brześć 2009 – czwórka podwójna – 11. miejsce[2].
- Mistrzostwa Europy – Montemor-o-Velho 2010 – dwójka bez sternika – 7. miejsce[2].